# Ciobănașul
Ciobănașul este un joc popular românesc, de perechi, întâlnit preponderent în zona subcarpatică și de câmpie a Munteniei, Moldovei, precum și în sud-estul Transilvaniei. 
Jocul începe cu perechile dispuse în cerc, cu partenerii ținându-se de talie. Prima parte a jocului constă într-o plimbare a perechilor în sensul invers al acelor de ceasornic, iar a doua în învârtiri în ambele sensuri, încheiate cu treceri pe sub mână. Tempoul este accelerat, iar mișcarea este vioaie, cu pași simpli.